# Jakobstads hamn

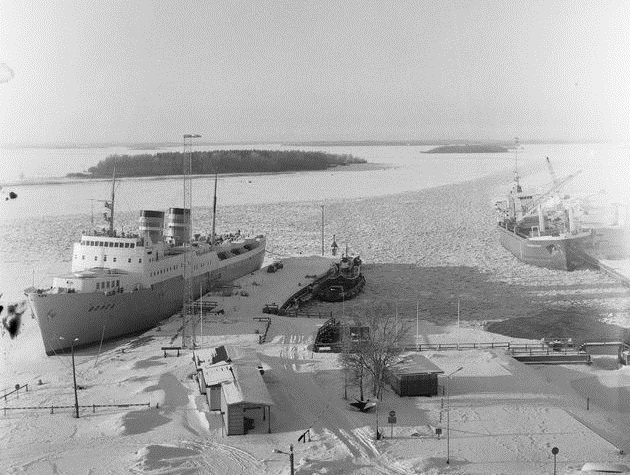
Jakobstads hamn vintern 1981.

Jakobstads hamn är Jakobstads djuphamn, den ligger vid Alholmsfjärden i stadsdelen Alholmen 4 kilometer norr om stadens centrum.
Jakobstads hamn var år 2016 Finlands artonde största internationella godshamn med totalt 0,8 miljoner ton transporterat. De viktigaste produkterna som går via hamnen är cellulosa, sågade trävaror, papper, cement och lut.
Farleden in till Jakobstad är 11 meter djup och synnerligen rak och bred. Hamnen är förbunden med det finländska järnvägsnätet genom Jakobstadsbanan. 
Passagerartrafik från Jakobstad till Sverige bedrevs åren 1969–1991 av rederiet Jakob Lines, efter att företaget såldes 1991 fortsatte trafiken av Vasabåtarna som sedan slogs samman med Silja Line. Trafiken fortsatte fram till 1999 då taxfree försäljning upphörde på trafik mellan EU-länder.